# 普拉德卡尔吕
普拉德卡尔吕（法語：Prats-de-Carlux，法語發音：[pʁa də kaʁly]）是法国多尔多涅省的一个市镇，属于萨拉拉卡内达区。

## 地理
普拉德卡尔吕（44°54'24"N, 1°18'59"E）面积13 平方千米，位于法国新阿基坦大区多爾多涅省，该省份为法国西南部内陆省份，是法國本土面积第三大的省，大致对应佩里戈尔地区，北起顺时针与夏朗德省、上维埃纳省、科雷兹省、洛特省、洛特-加龙省、吉倫特省和滨海夏朗德省接壤。
与普拉德卡尔吕接壤的市镇（或旧市镇、城区）包括：锡梅罗勒、卡尔吕、佩里戈尔地区卡尔维亚克、圣樊尚勒帕吕埃勒、圣纳塔莱娜。

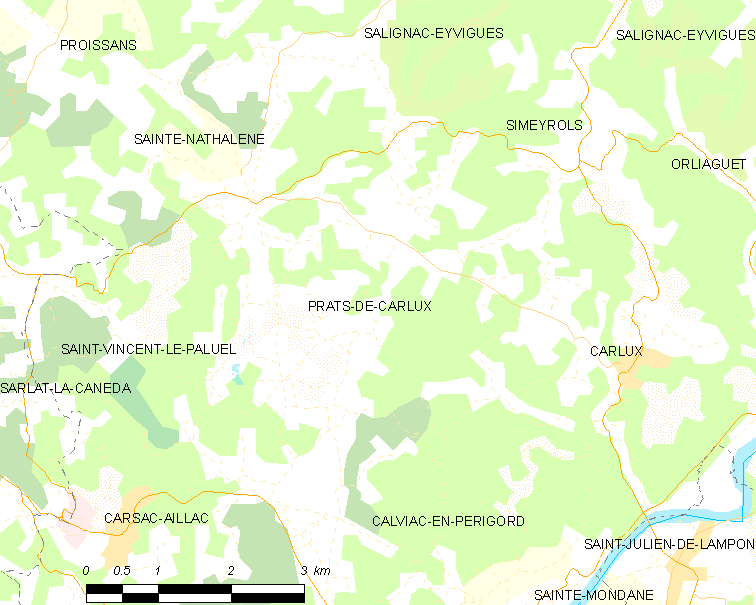
普拉德卡尔吕的OSM定位图

普拉德卡尔吕的时区为UTC+01:00、UTC+02:00（夏令时）。

## 行政
普拉德卡尔吕的邮政编码为24370，INSEE市镇编码为24336。

## 政治
普拉德卡尔吕所属的省级选区为泰拉松-拉维勒迪约县。

## 人口

1962-2008年间普拉德卡尔吕人口变化图示

普拉德卡尔吕于2022年1月1日时的人口数量为487人。